# Ёльбаза
Ёльбаза (коми Ёльбаза) — посёлок в Сысольском районе Республики Коми России. Входит в состав сельского поселения Чухлэм.

## География
Посёлок находится в юго-западной части Республики Коми, в пределах Вычегодско-Мезенской равнины, на левом берегу реки Малая Визинга, на расстоянии примерно 25 км (по прямой) к северу от села Визинга, административного центра района. Абсолютная высота — 133 м над уровнем моря.
Климат
Климат характеризуется как умеренно континентальный, с продолжительной умеренно морозной многоснежной зимой и коротким прохладным летом. Среднегодовая температура воздуха составляет 0,6 °С. Средняя температура воздуха самого тёплого месяца (июля) составляет 16,7 °C; самого холодного (января) — −14,7 °C. Безморозный период длится в течение 191 дня. Среднегодовое количество атмосферных осадков составляет 536 мм.
Часовой пояс
Посёлок Ёльбаза, как и вся Республика Коми, находится в часовой зоне МСК (московское время). Смещение применяемого времени относительно UTC составляет +3:00.

## История
Возник в 1930-х годах. В 1939 году проживало 6 человек. В 1949 году в посёлке находилось 17 спецпоселенцев: 12 немцев (3 семьи) и 5 западных украинцев (2 семьи) и 29 «власовцев». В 1959 году население составляло 771 человек. По состоянию на 1989 год в посёлке числилось 373 человека (175 мужчин и 198 женщин).

## Население
| 1989 | 2002 | 2010 | 2013 |
| ---- | ---- | ---- | ---- |
| 378  | ↘282 | ↘167 | ↘96  |

Гендерный состав
По данным Всероссийской переписи населения 2010 года, в гендерной структуре населения мужчины составляли 46,7 %, женщины — соответственно 53,3 %.
Национальный состав
Согласно результатам переписи 2002 года, в национальной структуре населения коми составляли 75 % из 282 чел.